# Sierra de la Llena
Sierra de la Llena är en bergskedja i Spanien. Den ligger i den östra delen av landet, 400 km öster om huvudstaden Madrid.